# Avenue da Liberdade (São Paulo)
Pour les articles homonymes, voir Avenida da Liberdade et Avenue de la Liberté.
Avenue da Liberdade est une rue située dans le centre-ville de São Paulo (Brésil), capitale de l'État de São Paulo et la plus grande ville du Brésil.
L'avenue est d'une extrême importance économique et culturelle pour la ville, faisant partie de la plus grande communauté japonaise en dehors du Brésil (Quartier de la Liberdade). Dans le commerce, les restaurants et dans l'architecture de l'avenue et du quartier, l'énorme influence non seulement de la culture japonaise, mais aussi chinoise et coréenne est remarquable, en raison de la colonisation de tous ces groupes au XXe siècle.

## Situation et accès

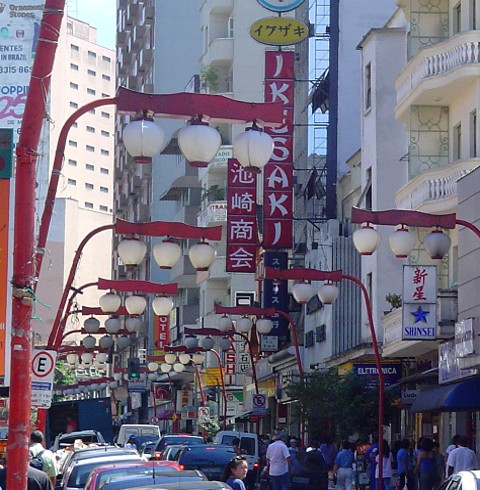

Elle commence à Praça Doutor João Mendes, près de la cathédrale métropolitaine de São Paulo et se termine à la station São Joaquim, de la ligne 1 du métro de São Paulo. C'est une avenue très passante, à cause du Forum de la Sé, qui est à côté, et du métro Ligne 1-Bleue, qui passe sous l'avenue. Il existe deux stations de métro : São Joaquim et Japão-Liberdade, qui ensemble ont une demande moyenne de 64 000 passagers par jour, dont 39 000 à São Joaquim et 25 000 à Liberdade.
De temps en temps, sur la Praça da Liberdade, il y a des concerts et des événements culturels de grande importance, principalement d'influence japonaise, chinoise et coréenne. Ces événements attirent de nombreux visiteurs, et même des touristes. Sur l'avenue, il y a une société de production de doublage, Clone Audio e Vídeo et une société de production télévisée, IMJ Produções, anciennement appelée M.Okuhara TV Produções.

## Origine du nom
En 1821, le soldat noir Francisco José das Chagas, surnommé Chaguinhas (pt), mène une révolution pour de meilleurs salaires. Pour avoir osé défier la couronne, il est condamné à mourir sur l'échafaud.

Prévue pour le 20 septembre de la même année, l'exécution ne s’est pas déroulée comme prévu. Lors de la première tentative, la corde utilisée pour la pendaison s'est rompue peu après l'ouverture de la plate-forme. Quelques minutes plus tard, lors d'une nouvelle tentative, une autre corde s'est rompue.

Les près de 10 000 personnes qui étaient là pour assister à l'exécution ont demandé aux soldats de ne pas poursuivre la mission de tuer Chaguinha, craignant que les deux tentatives ratées ne soient un signe divin.

Ils ont crié « liberté, liberté » en faveur du jeune homme, qui avait grandi dans la région, mais les protestations n’ont pas suffi. Les bourreaux firent une nouvelle tentative, réussissant finalement à porter la pendaison jusqu'au bout.

Ce sont les cris de la population qui ont donné naissance, en 1870, au nom de la Praça da Liberdade et, par conséquent, du quartier. Enfin, en 1887, ils construisirent la chapelle Santa Cruz da Alma dos Hangados sur la place, en mémoire de Chaguinha et de tous les autres qui ont trouvé une fin dans cette potence.

## Historique

### Esclaves en fuite
Le Bairro da Liberdade était, au XVIIe siècle, où les esclaves qui fuyaient leurs propriétaires et se réfugiaient.

### Largo da Força
L'actuelle célèbre Praça da Liberdade, une place très fréquentée, a eu un passé remarquable. Avant de s'appeler ainsi, la Praça da Liberdade s'appelait Largo da Forca, car c'était là où les esclaves étaient condamnés à mort et pendus.

### Chapelle et cimetière des affligés

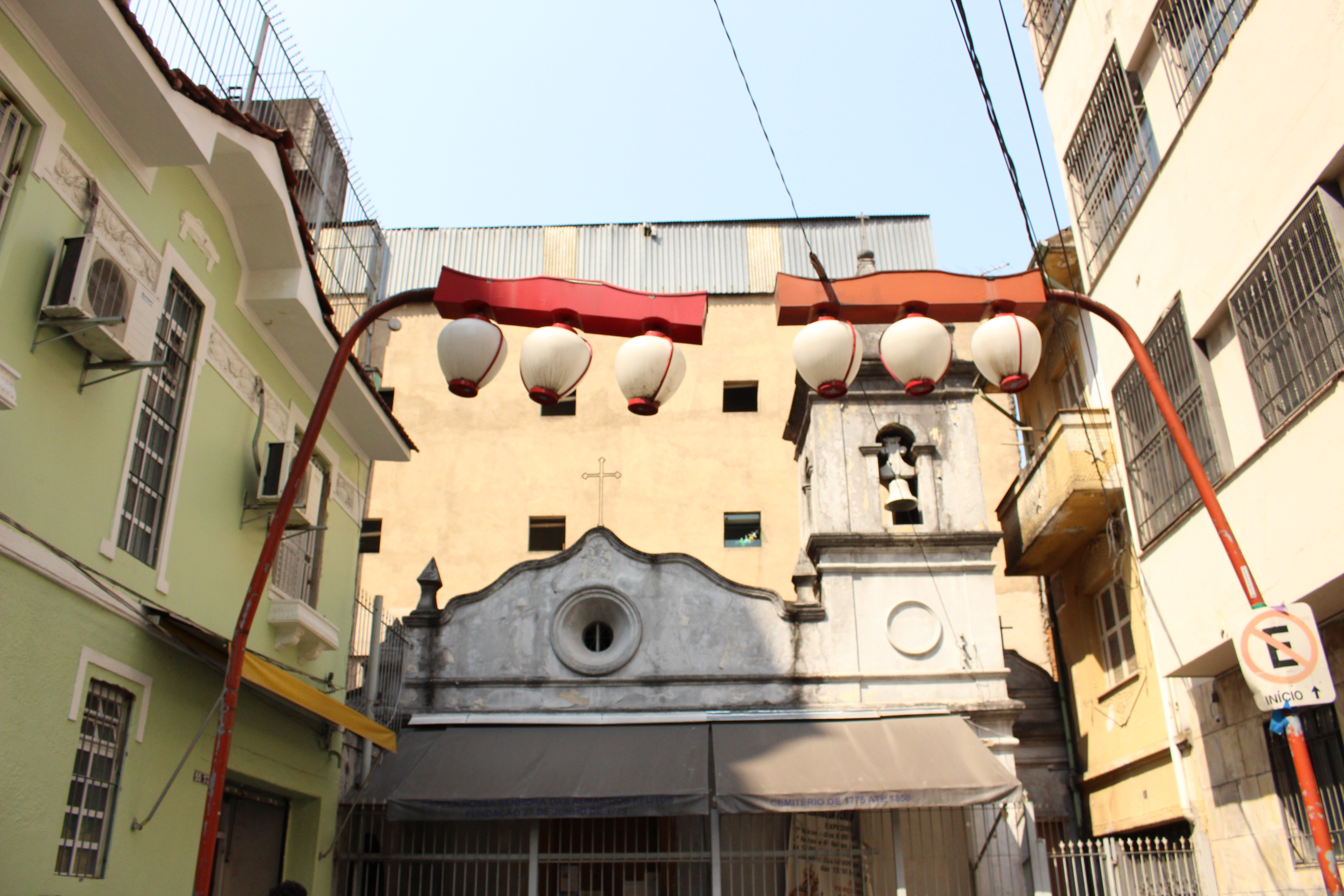
Chapelle des Affligés, aujourd'hui entourée de bâtiments

Au XVIIIe siècle, le Cemitério dos Aflitos est apparu à proximité de l'avenue, le premier cimetière d'esclaves au Brésil, ainsi que la Capela dos Aflitos, où l'on priait pour les esclaves. Aujourd'hui, l'Église est entourée de bâtiments, au bord de la destruction. L'église a une histoire très riche, mais elle est peu à peu oubliée. Une partie de l'avenue a été construite au-dessus du cimetière, et jusqu'à aujourd'hui, on retrouve des ossements en travaux de construction. Un projet de loi est en cours d'adoption pour transformer les travaux d'un nouveau bâtiment après la chapelle en un mémorial du cimetière et de l'histoire de la région.

### Chaguinhas et le nom de la place
Chaguinhas était caporal dans l'armée portugaise, chef d'une révolution contre la domination portugaise au Brésil, qui eut lieu en 1821, un an avant l'indépendance. Chaguinhas fut condamné à être pendu à Largo, mais miraculeusement, la corde de sa potence fut brisée. Les 10 000 personnes qui l'ont regardé ont crié : Liberdade! ()Liberté ! Et c'est à partir de là que Largo da Forca est devenu Praça da Liberdade. D'où aussi le nom de Rua da Liberdade (plus tard avenue) et du quartier.
Avenida da Liberdade a reçu son prénom lorsque Dona Clara Emília de Lara Keller, épouse de Manuel Serafina de Arruda, a demandé judiciairement le changement de sa propriété, à Rua da Esperança, pour une autre propriété à "Pólvora" (Poudre). La transaction a utilisé la désignation précise de "maison et terrain situés sur la Rua da Liberdade".

### Lotissements
En 1810, la région de l'avenue et l'avenue elle-même sont subdivisées. Dès lors, de nombreux chalets et maisons ont été construits, celui-ci étant l'un des premiers établissements de masse sur le site.

### Colonisation asiatique

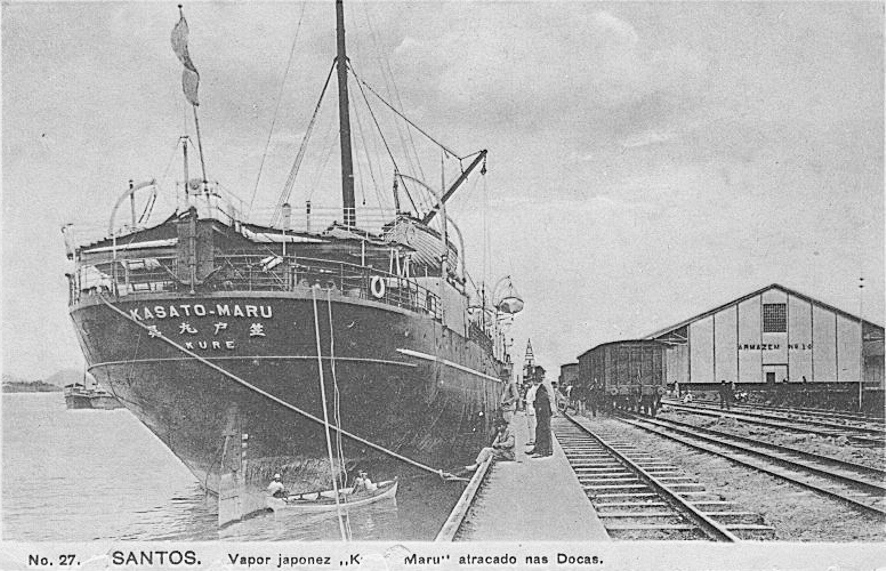
Kasato Maru amarré dans le port de Santos, en 1908

Il est à noter qu'en 1908, le Brésil a reçu plusieurs immigrants d'origine japonaise, arrivés par le navire Kasato Maru dans le port de la ville de Santos, sur la côte de São Paulo, qui ont été répartis principalement sur l'Avenida da Liberdade et sont donc actuellement reconnus. pour sa référence à la culture japonaise, étant considérée comme la plus grande colonie japonaise en dehors du Japon.
Dans les années 1950, 60 et 70, de nouvelles vagues d'immigrants sont arrivées sur l'avenue, étant des Chinois et des Sud-Coréens. Ainsi, l'influence de l'Asie de l'Est a augmenté de façon spectaculaire dans le quartier. Le commerce s'est également développé avec l'arrivée de nouveaux habitants.

### Modernisation
Initialement, Rua da Liberdade était une rue étroite avec des pavés, en plus, les places et les lacs, où elle passait, étaient couverts par une faune abondante. Au fil du temps, elle est devenue une rue à double sens, avec un trafic intense et un commerce différencié.
De cette façon, la rue a changé son nom en Avenida da Liberdade, montrant l'importance des transformations à partir de 1967. L'urbanisation de l'Avenida a suivi le développement de la ville de São Paulo, étant affectée par l'industrialisation et le développement économique de la municipalité.
Quelques lois pertinentes qui ont contribué à l'urbanisation de la Rua da Liberdade :
1896: (Loi n ° 261) Autorisé pour le pavage de la Rua da Liberdade.
1905 : (Loi n° 831) Autorise l'élargissement des trottoirs de la Rua da Liberdade.
1909: (Loi n ° 1207) Autorise la vente de terrains sur la Rua da Liberdade.

## Événements

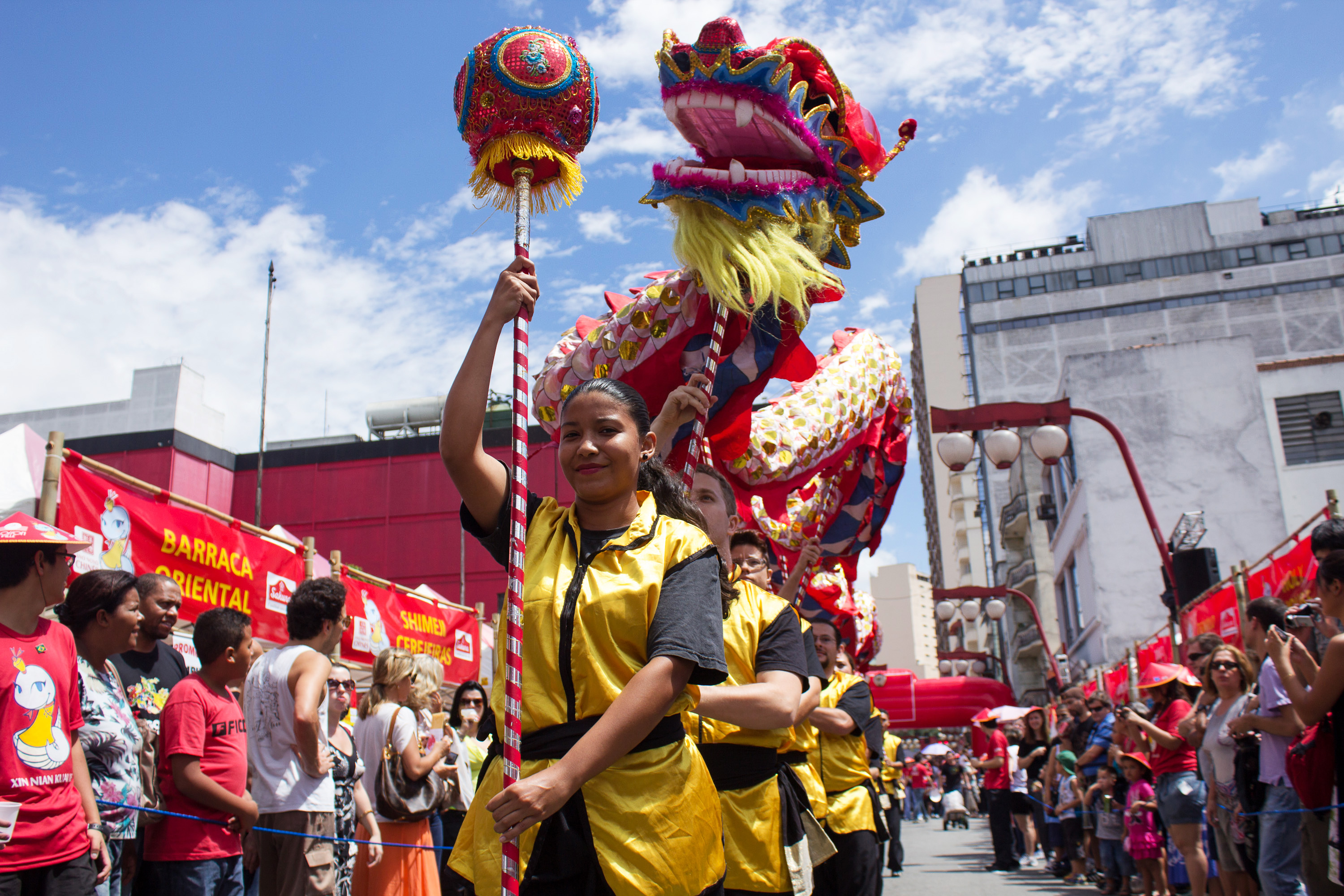
Défilé du dragon (utilisé pour effrayer les mauvais esprits).

### Nouvel An chinois
La préparation du Nouvel An chinois, selon la tradition, commence vers le milieu du 12e mois lunaire et se poursuit jusqu'au milieu du 1er mois de l'année lunaire, le 15e jour du mois. Selon les coutumes et traditions, chaque nouvelle année est liée à l'un des animaux qui aurait répondu à l'appel du Bouddha pour une rencontre, seuls 12 de ces animaux se seraient présentés et en remerciement, Bouddha les a transformés en signes de l'astrologie chinoise. Le dragon et le lion en particulier sont utilisés pour effrayer les mauvais esprits et apporter de bonnes énergies à l'année à venir.
L'événement propose des danses typiques (Dragon - photo et Lion), des arts martiaux (kung fu et Tai-chi-chuan), de la musique traditionnelle, des médecines alternatives (acupuncture), des aliments et des boissons typiquement chinois, des massages, de l'artisanat et, enfin, des cours de chinois et de calligraphie, le tout offert gratuitement,.

### Festival des fleurs (Hanamatsuri)

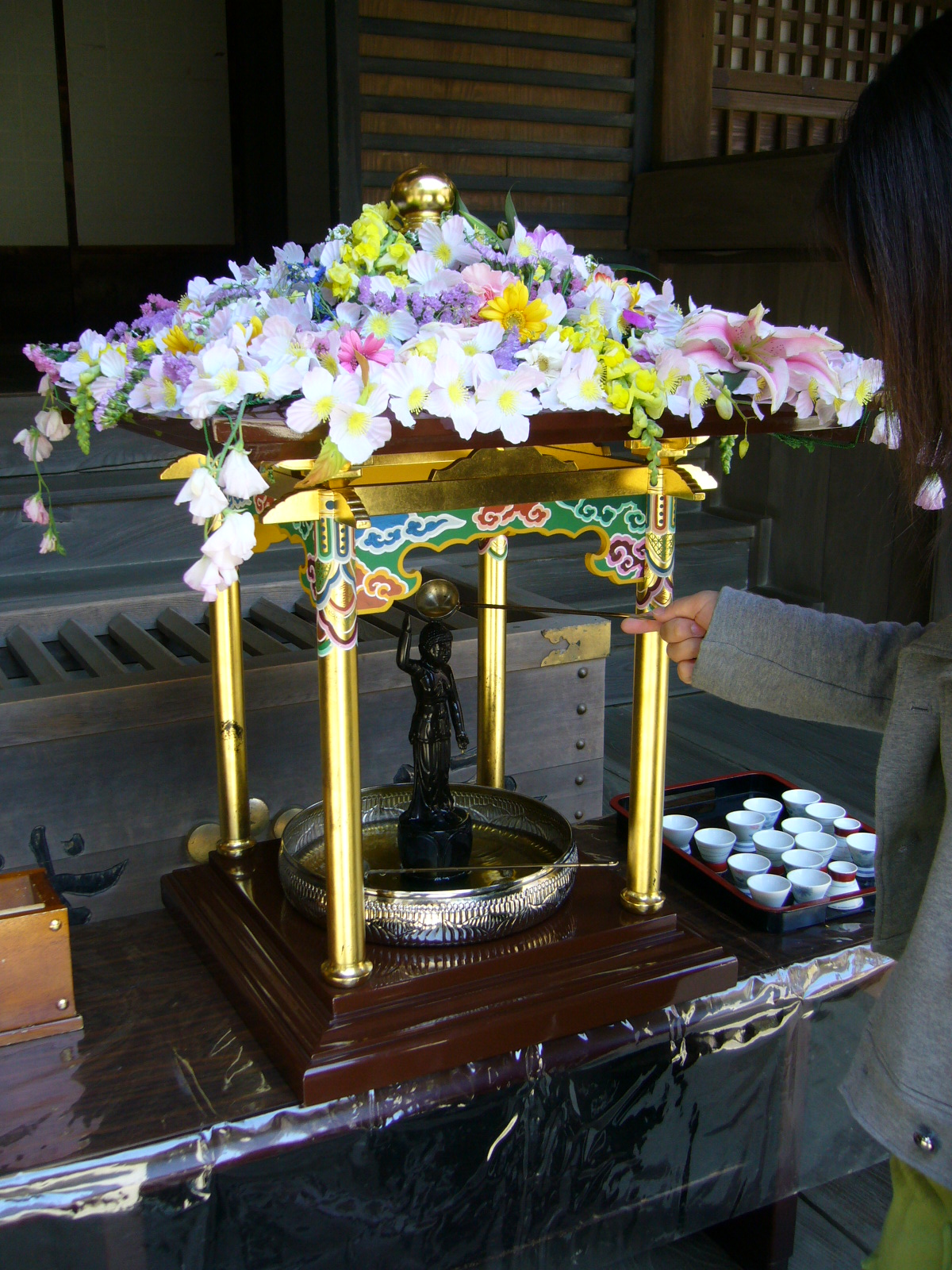
Hanamatsuri au Japon

Cet événement a lieu depuis 1966 à Liberdade. Il se produit chaque année, le samedi précédant la première pleine lune d'avril. Hanamatsuri célèbre la naissance du Bouddha Shakyamuni du bouddhisme. L'image du petit Bouddha est exposée sur un autel décoré de fleurs, et les visiteurs le baignent dans du thé sucré au fur et à mesure qu'ils le commandent. L'autel est entouré de fleurs, qui représentent le jardin de Lumbini, où serait né le Bouddha.
À la fin du festival, une procession défile le long de la rua Galvão Bueno, suivant la sculpture d'un grand éléphant blanc . L'éléphant serait apparu dans un rêve de la reine, mère de Shakyamuni, annonçant la naissance de Bouddha.
La sculpture d'éléphant a été réalisée par le sculpteur Olyntho Tahara, à la demande de l'Association brésilienne des créateurs de mangas et d'illustrations.

### Fête des Étoiles (Tanabata Matsuri)

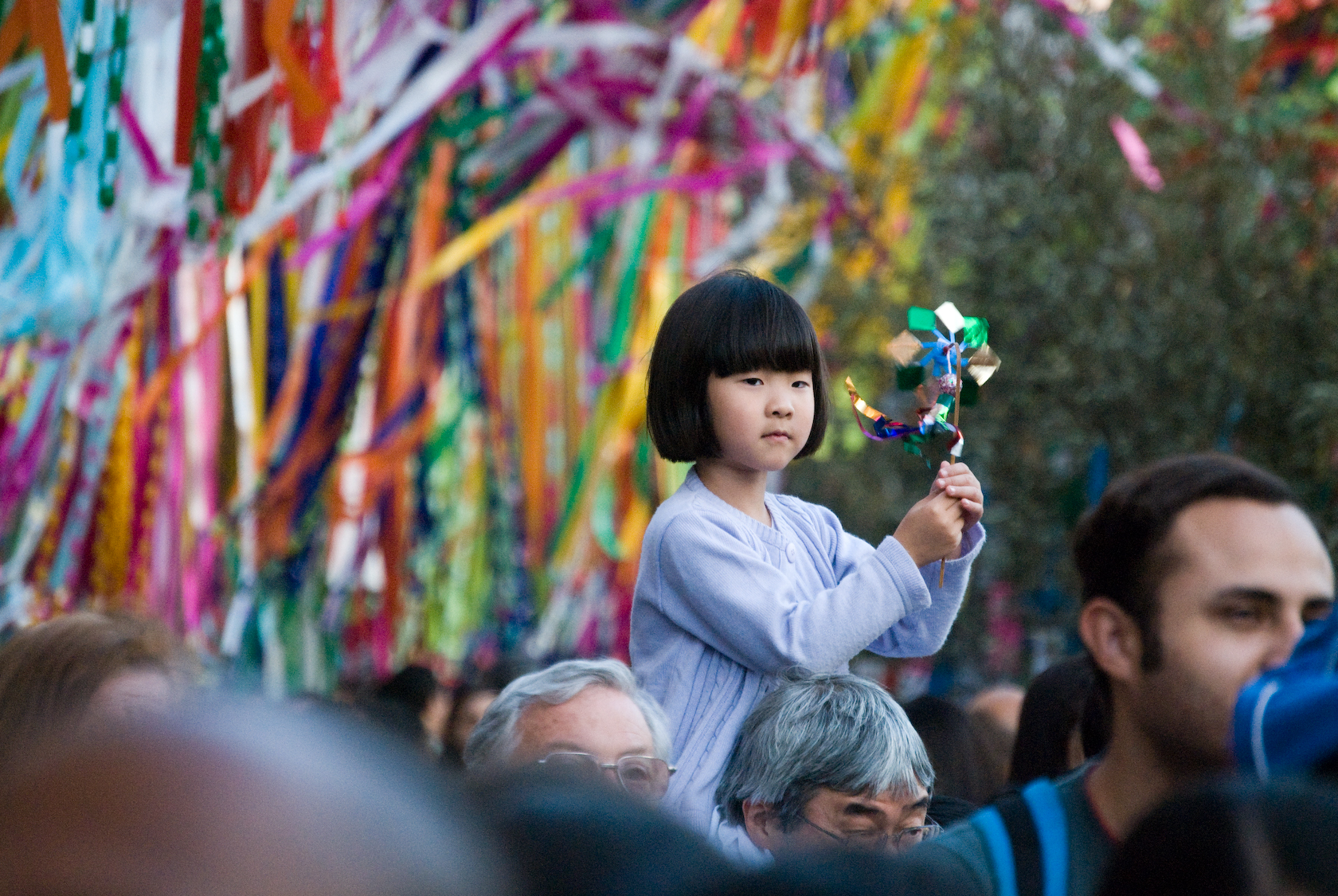
Tanabata Matsuri

Tanabata est présent depuis le IXe siècle au Japon, et depuis 1979 au Brésil. Elle a lieu au mois de juillet et dure jusqu'au mois d'août. C'est un événement folklorique très célèbre non seulement au Japon mais aussi au Brésil. L'origine du festival vient de la légende orientale sur la princesse Orihime, fille d'un puissant dieu du royaume céleste. Orihime est tombé amoureux de Kengyu, un berger. Dévoués à la romance, ils mettent de côté toutes les obligations quotidiennes. En raison de l'immaturité des deux, le père d'Orihime a décidé de les séparer, les forçant à vivre de part et d'autre de la Voie lactée. Le père de la princesse a décidé de ne pas être si dur et les a laissés se voir une fois par an, mais à une condition : ils devaient satisfaire toutes les demandes venant de la Terre. C'est pourquoi on pense que cette date est censée être le jour où les dieux répondent le plus facilement aux demandes des humains (ce serait la septième nuit du septième mois de l'année, mais à Liberdade la fête a lieu à des dates mobiles). Les rues autour de la Praça da Liberdade sont décorées de kussudamas, des branches de bambou avec des ornements en papier de différentes couleurs, et l'idée est qu'elles représentent les étoiles. Pour passer votre commande, vous devez acheter un tanzaku. Écrivez votre souhait pour les étoiles et accrochez-les sur les branches de bambou. De plus, le festival propose des spectacles, des danses, de la nourriture et des performances typiquement japonaises,,.

### Festival Oriental (Toyo Matsuri)

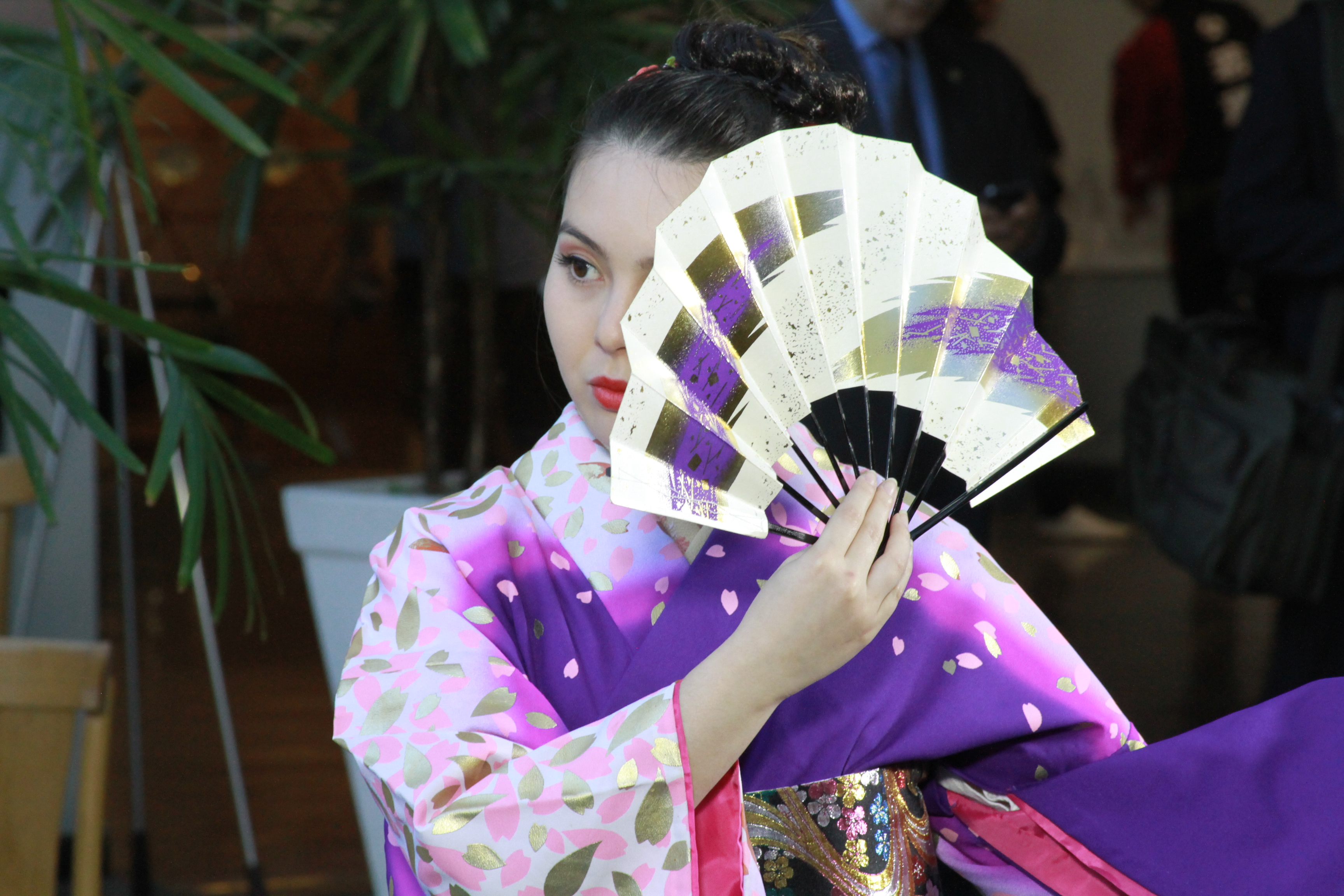
Danseuse de bon odori

Toyo Matsuri est très important dans l'histoire de São Paulo et Liberdade. Il a été créé en 1969 par la communauté nippo-brésilienne, avec la présentation de la danse typique japonaise bon odori. Il a été créé pour fêter la fin de l'année et attirer les consommateurs dans la région, à l'occasion de Noël. Il a lieu au mois de décembre, sur la Praça da Liberdade, et est fermé uniquement pour les fêtes du Nouvel An. Il a les attractions suivantes : danses typiques, spectacles et manifestations artistiques. Les rues sont décorées de messages porte-bonheur et de drapeaux. Les décorations sont conservées tout au long du mois de décembre, jusqu'au 31, date à laquelle aura lieu le Mochi Tsuki. Le nom de Toyo Matsuri signifie littéralement Festival Oriental (Toyo = Oriental ; Matsuri = Festival)

### Mochi Tsuki

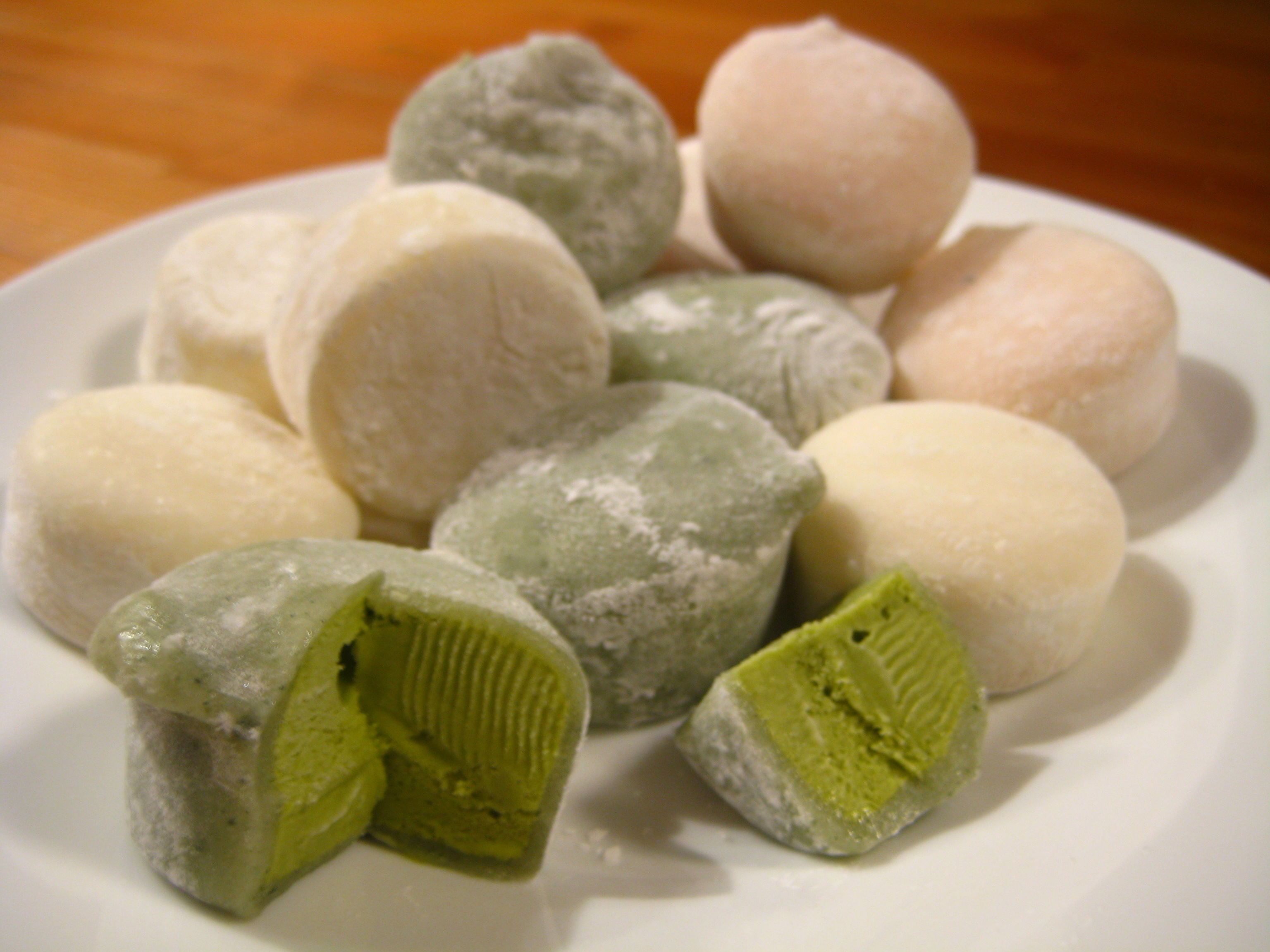
Typiques mochis

Mochi est une boule de riz farcie, généralement de la crème glacée, et "tsuki" signifie frapper. Les familles se réunissent à la fin de l'année, du 31 décembre au 1er janvier, pour préparer des boulettes de riz en les pilant au pilon. Ce travail représente la force et l'unité qui doivent être maintenues tout au long de l'année à venir, notamment parce qu'il est mené par le relais de plusieurs personnes. De plus, des sacs avec des mochis sont distribués dans tout le quartier et il y a aussi une fête de fraternisation. L'événement doit se terminer à midi le trente et un décembre, coïncidant ainsi avec minuit au Japon.

### Foire orientale

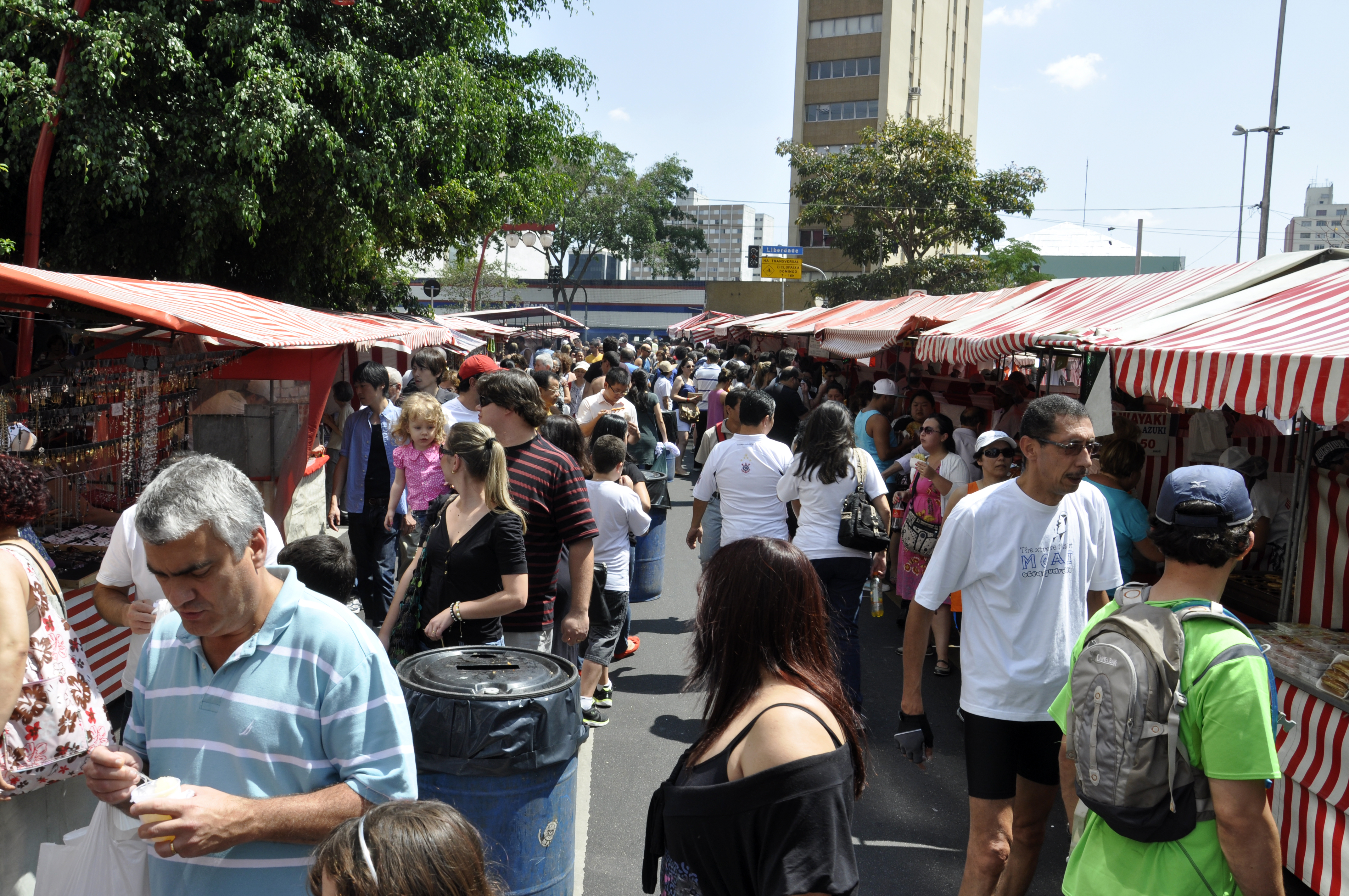
Feira da Liberdade, sur la Praça da Liberdade

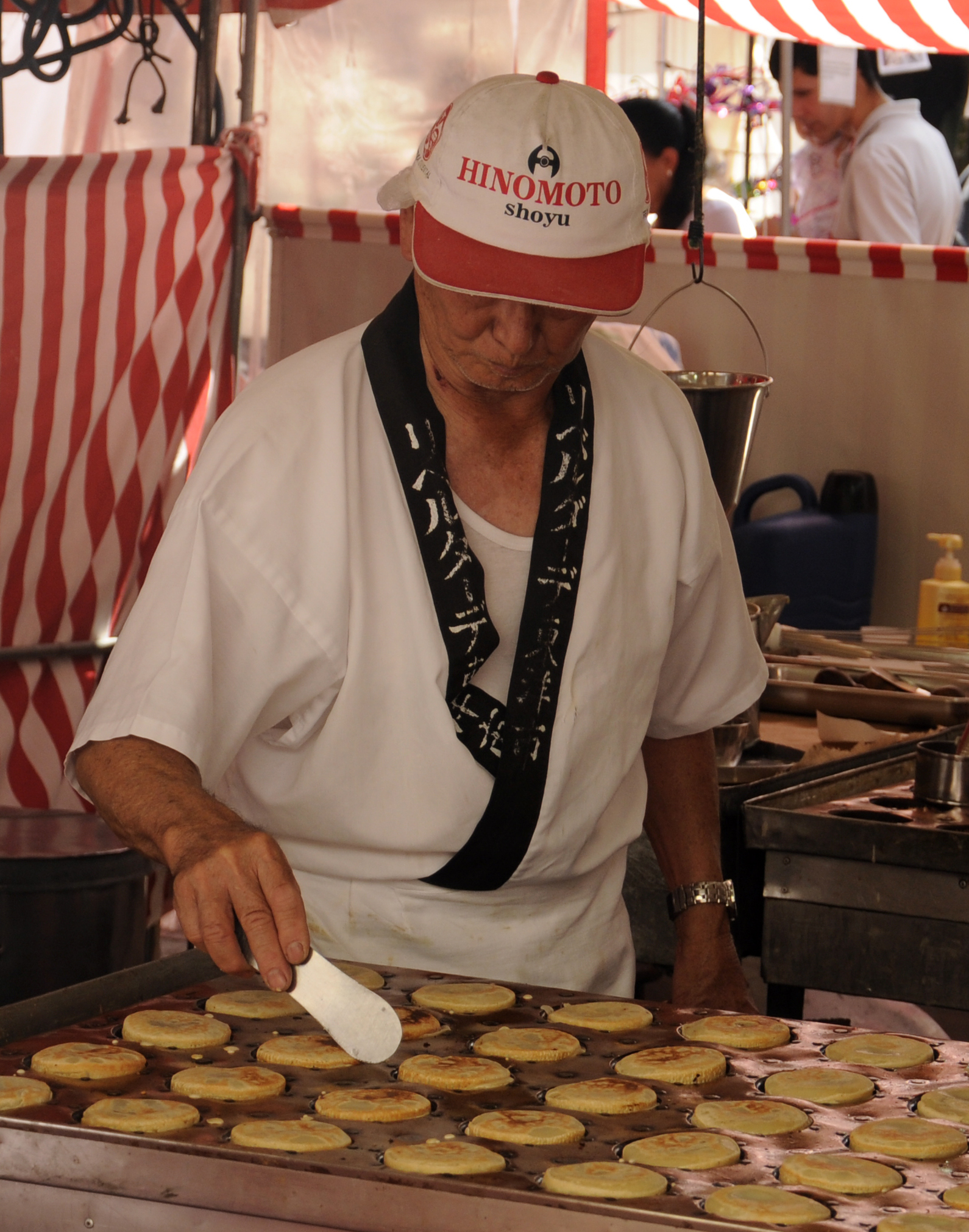
Homme prépare des plats typiques à la Foire de la Liberdade

La Foire orientale de la Liberdade a débuté en 1975, dans le but d'exposer le travail réalisé par les immigrants orientaux et d'offrir un peu plus de culture japonaise au public brésilien. Depuis quelque temps, la foire est devenue non seulement une exposition pour le public et les produits orientaux, mais aussi pour de nombreux exposants de différentes nationalités. Il y a plus ou moins 200 stands au total, parmi lesquels nous pouvons consommer des produits typiques de la culture japonaise, tels que des aliments typiques, des bonsaï, de l'artisanat, des vêtements et autres. On peut également trouver des bougies, des savons, des produits en cuir, des bijoux, des plantes, des sculptures, des peintures et d'autres articles divers.

### Championnat de lutte millénaire japonaise

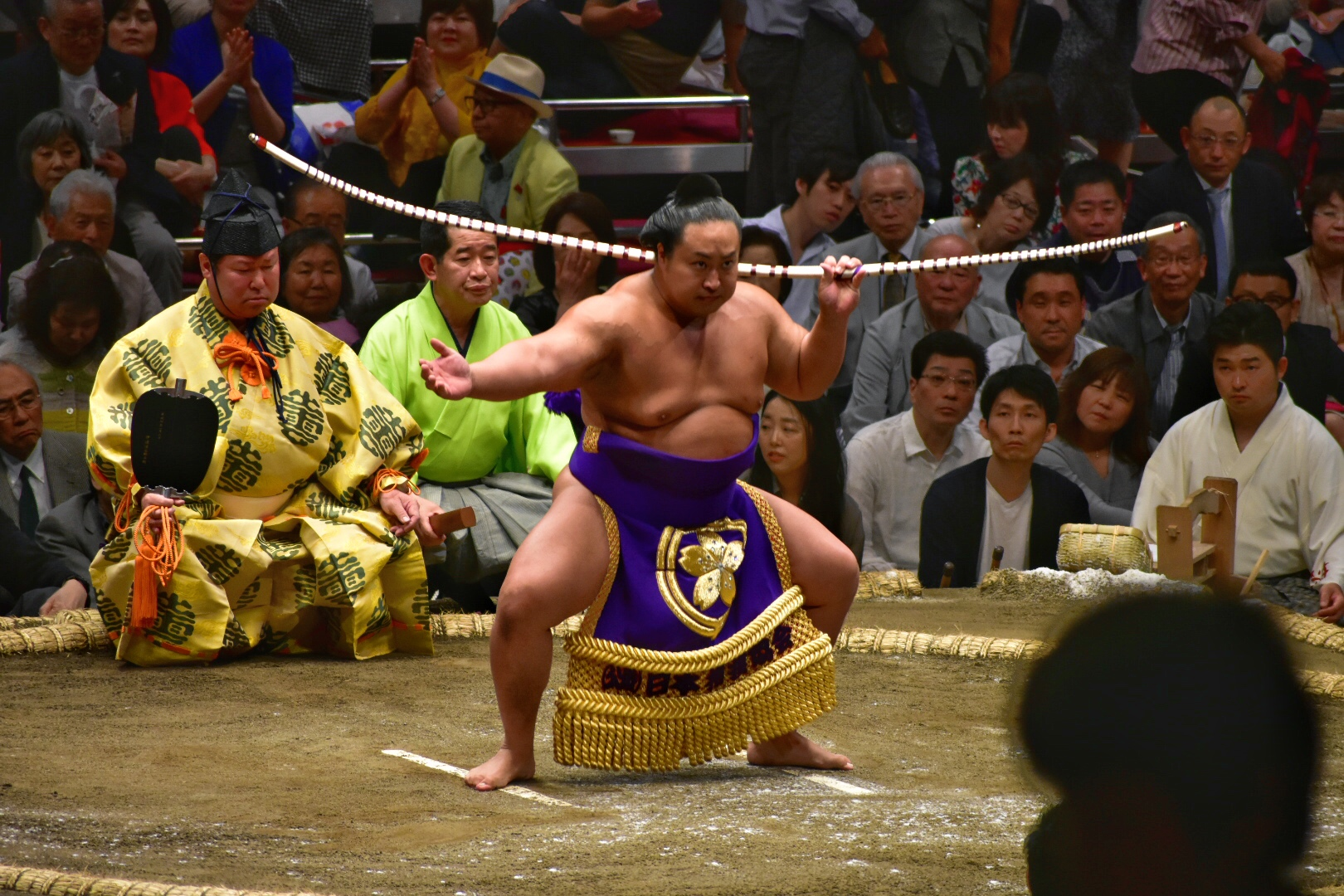
Lutteur de sumo

L'Association Culturelle et d'Assistance de la Liberdade, la Confédération Brésilienne de Sumo et la Fédération Paulista de Sumo se réunissent en mai à des dates différentes pour promouvoir le célèbre championnat de lutte japonais, plus connu sous le nom de Sumo. Ce championnat implique la tradition japonaise depuis de nombreuses années et est également bien connu pour avoir une coutume suivie lorsque les combattants entrent dans l'arène.

## Activités sur l'Avenue

### Restaurants et bars
Nous pouvons trouver plusieurs options de gastronomie variées, telles que plusieurs options de cuisine japonaise, chinoise et coréenne, ainsi que des bars animés. Il est important de mettre en valeur les célèbres karaokés traditionnels japonais pour le plus grand plaisir du public. On a également la possibilité de manger dans des fast-foods tels que McDonald's et Burger King.

### Commerce
Sur l'avenue, il y a plusieurs magasins, dont certains vendent des produits asiatiques. Dans la rue il y a aussi plusieurs banques.

### Places
Sur l'avenue se trouvent : Praça da Liberdade ; Largo da Pólvora ; Largo 7 de Setembro. Le Largo da Pólvora est un beau jardin construit dans le style japonais, tandis que le Largo 7 de Setembro est une place moderne et revitalisée. Tous ces endroits attirent beaucoup des gens.

### Églises
L'avenue a quelques églises, comme l'église Santa Cruz das Almas dos Enforcados, à la Praça da Liberdade (ancienne Largo da Forca). Elles ont une importance historique très grande.

## Architecture
L'architecture de l'avenue et des places est très riche. Il se marie avec la modernisation et l'urbanisation caractéristiques de São Paulo, avec le style de la fin du XIXe siècle, le baroque brésilien et l'architecture traditionnelle d'Asie de l'Est. Cela est dû à la colonisation et à l'influence portugaise, chinoise, japonaise et sud-coréenne de la région, en plus de l'industrialisation de São Paulo.

### Baroque brésilien
L'architecture baroque est remarquable dans plusieurs bâtiments de l'avenue, comme la Maison du Portugal. On remarque les volutes au sommet du bâtiment, ainsi qu'aux entrées, celles-ci étant des éléments baroques. C'est une association d'immigrants portugais au Brésil.

### Architecture traditionnelle est-asiatique
L'architecture est-asiatique est très présente sur l'avenue. Elle est remarquable dans les graffitis, les restaurants, les banques et la signalisation.

### Fin duXIXesiècle
L'église de Santa Cruz das Almas dos Enforcados est un bel exemple d'architecture de la fin du XIXe siècle. Il a un intérieur très décoré.

## Chemin
- Début à la station São Joaquim du métro de São Paulo (ligne 1-Bleue[14])
- Rua Condessa de São Joaquim, à destination de l'avenue Brigadeiro Luís Antônio
- Rua Fagundes, direction rua Galvão Bueno
- Largo da Pólvora
- Viaduc Guilherme de Almeida, sur la liaison Est-Ouest, et limite de district entre les districts de Liberdade et de la Sé.
- Praça da Liberdade et station Liberdade du métro (ligne 1-Bleue[15]).
- Accès à la Rua da Glória, à Cambuci, Ipiranga, Mooca, Zone est, entre autres destinations.
- Fin à la Praça Doutor João Mendes.

## Bâtiments remarquables et lieux de mémoire
Sur l'avenue, nous trouvons plusieurs points d'intérêt, voir une liste d'entre eux:
- On y trouve la FMU de Liberdade[16].
- Fundação Escola de Comércio Álvares Penteado (FECAP)[17]
- On y trouve la Maison du Portugal, fondée le 13 juillet 1935, c'est une institution de grande représentation de la communauté portugaise au Brésil[18]
- ABL Associados (vers Rua Vergueiro)[19]
- Largo da Pólvora
- So Go Plaza Shopping[20].
- La région la plus fréquentée et la plus connue du quartier de la Liberdade, la région de Praça da Liberdade, où se trouve la station Liberdade.
- McDonald's
- Une banque Itaú.
- Bureau du défenseur public central
- Association des employés de la police civile de l'État de São Paulo
- Centre de formation des professeurs Paulista - Liberdade
- Dix-huitième bureau d'enregistrement immobilier
- De plus, à proximité, on trouve le Forum de la Sé.
- À proximité, on trouve également le musée de l'immigration japonaise[21]
- Église Santa Cruz das Almas dos Enforcados[22]. Fondée le 1er mai 1891, elle date aussi de sa première messe officielle.

## Galerie d'images

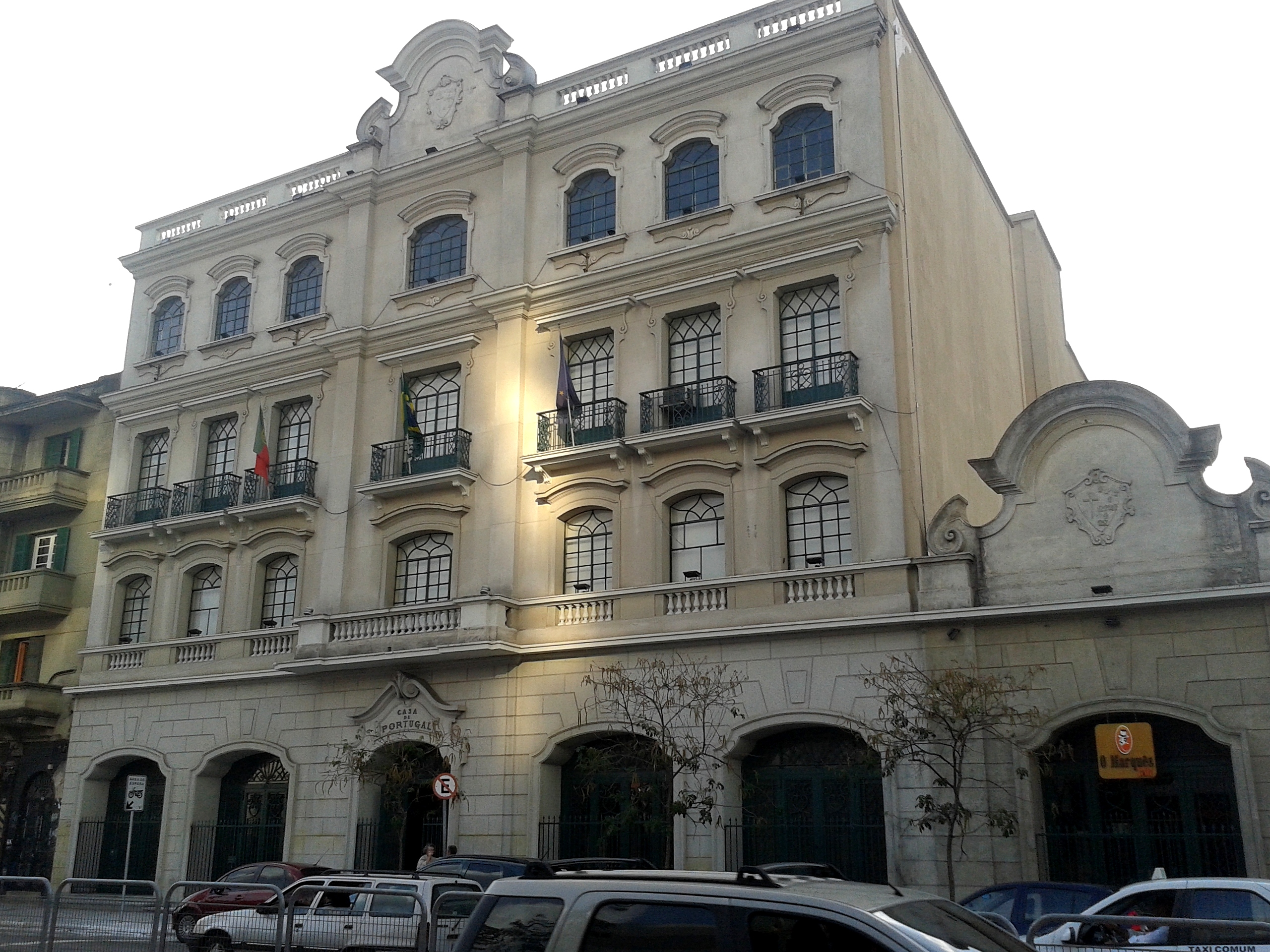
Maison du Portugal, sur l'Avenida da Liberdade
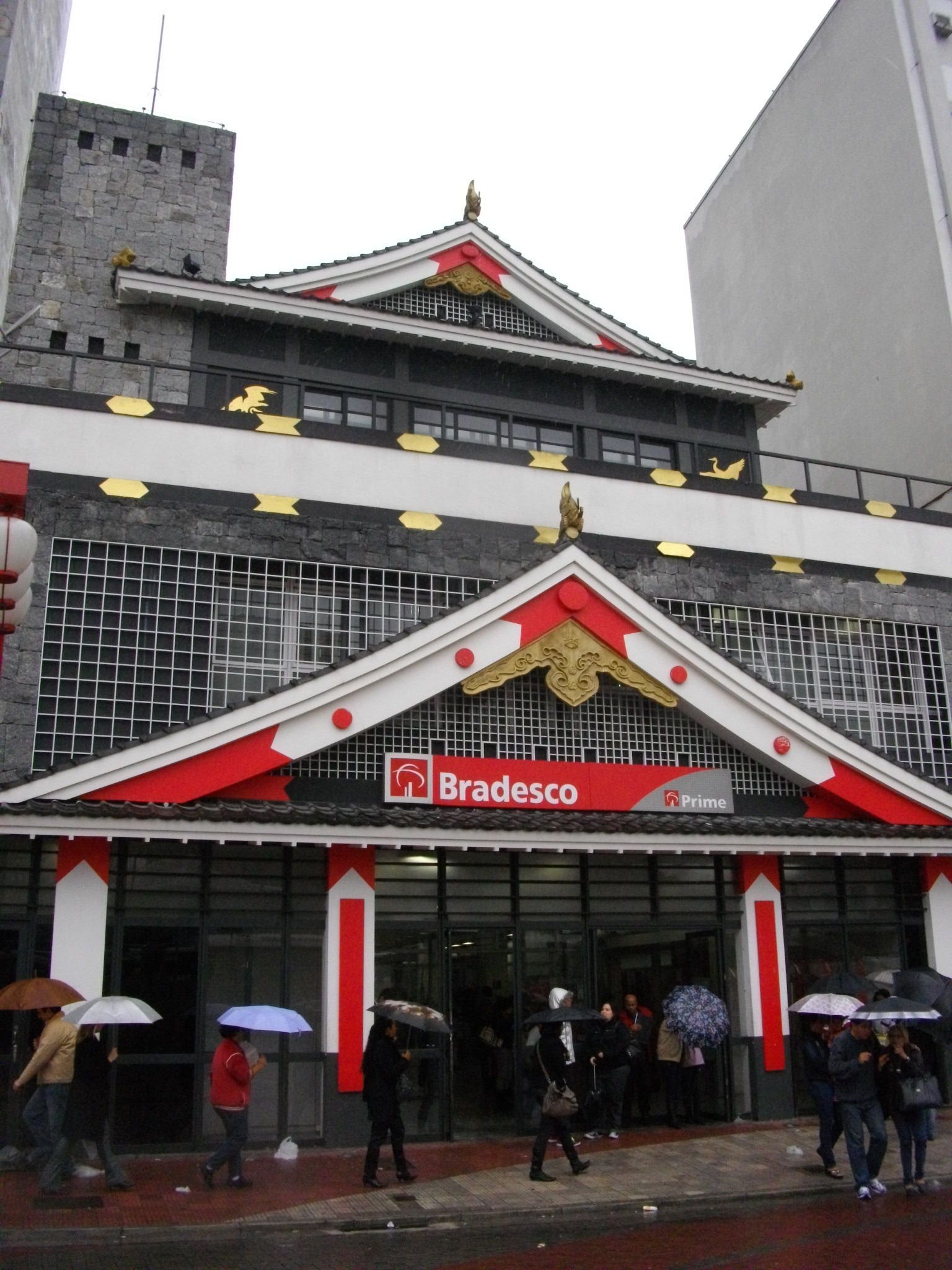
Banque Bradesco sur l'Avenida da Liberdade
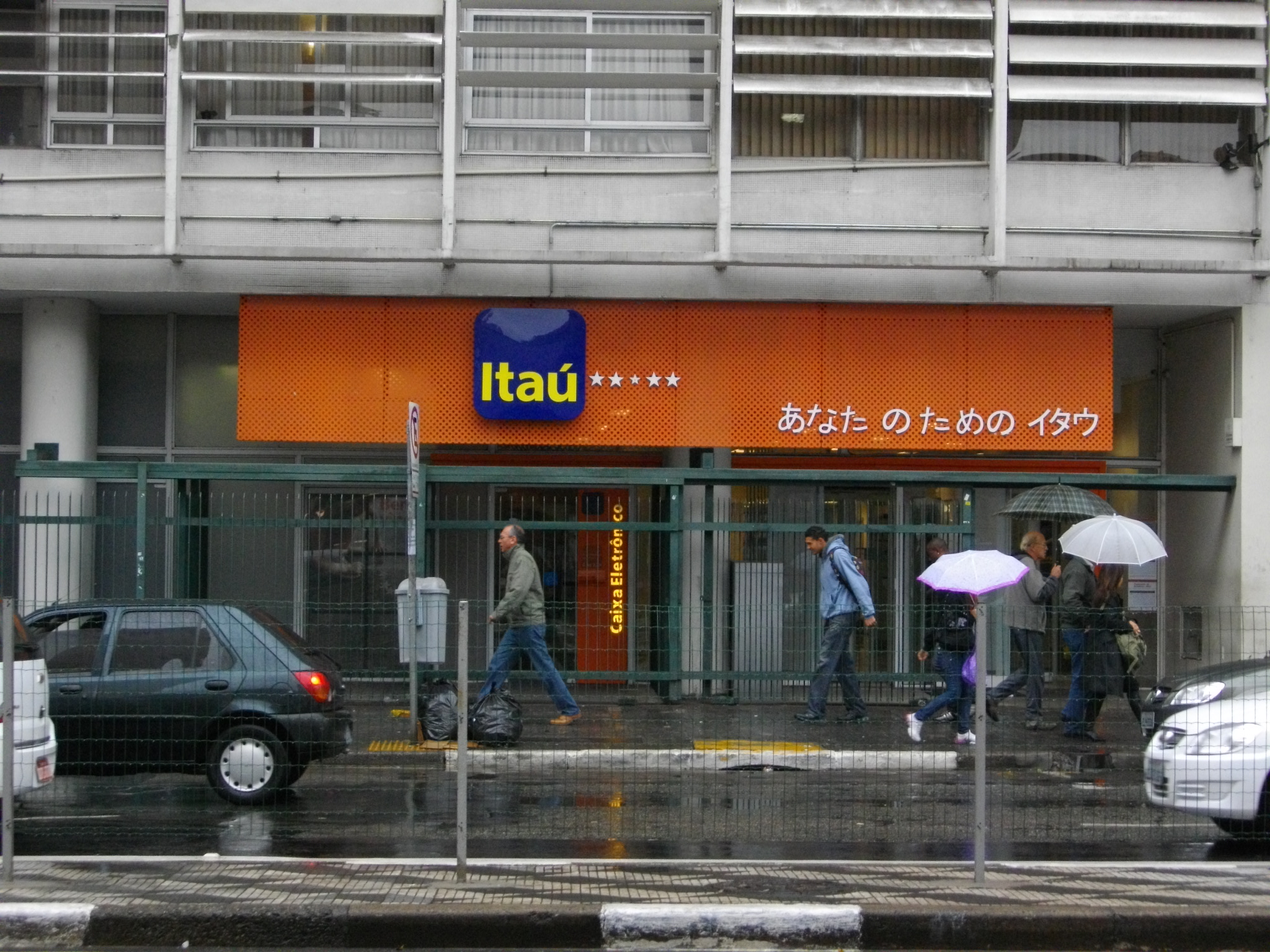
Banque Itaú sur l'Avenida da Liberdade
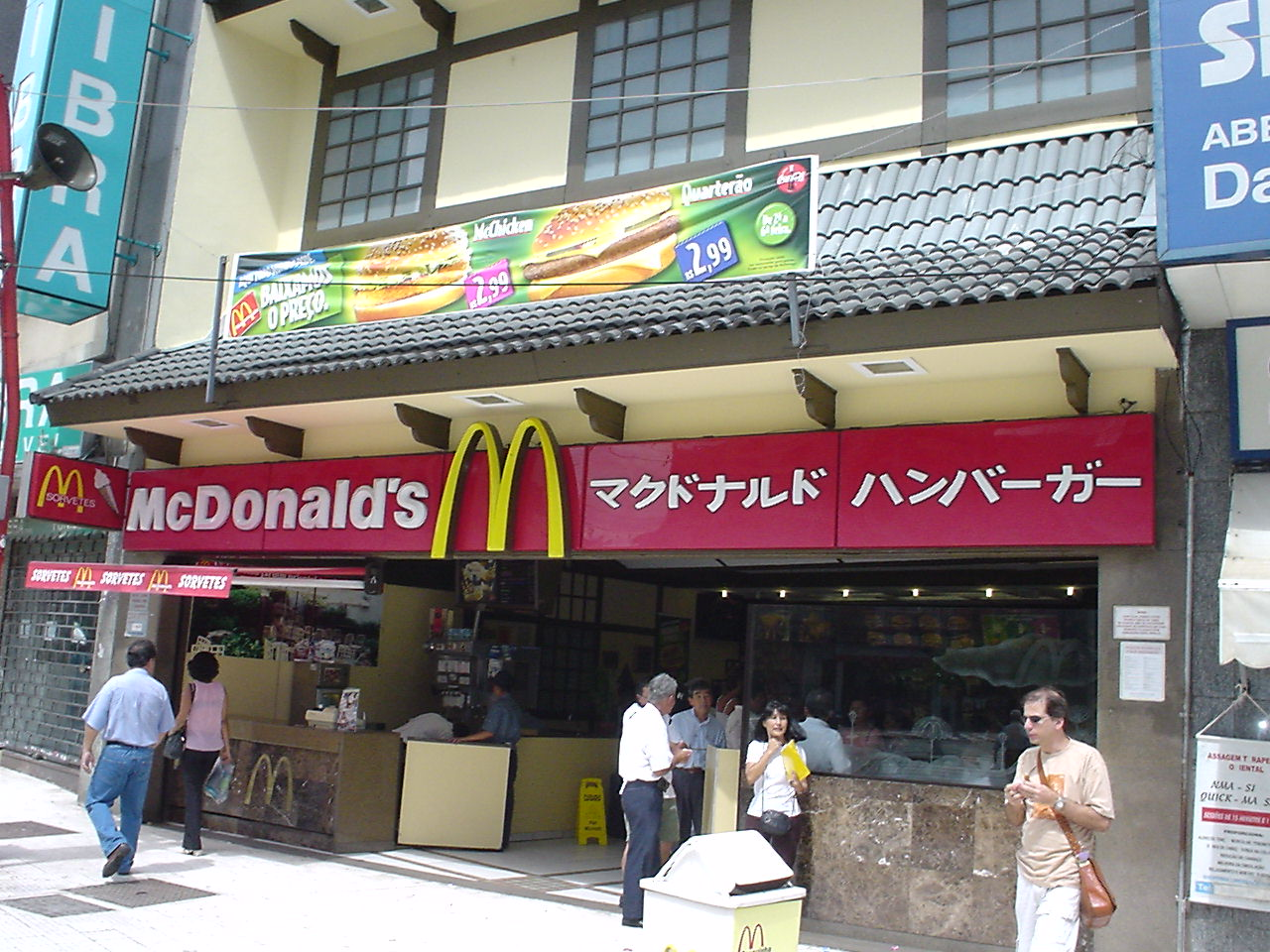
McDonald's sur l'Avenida da Liberdade
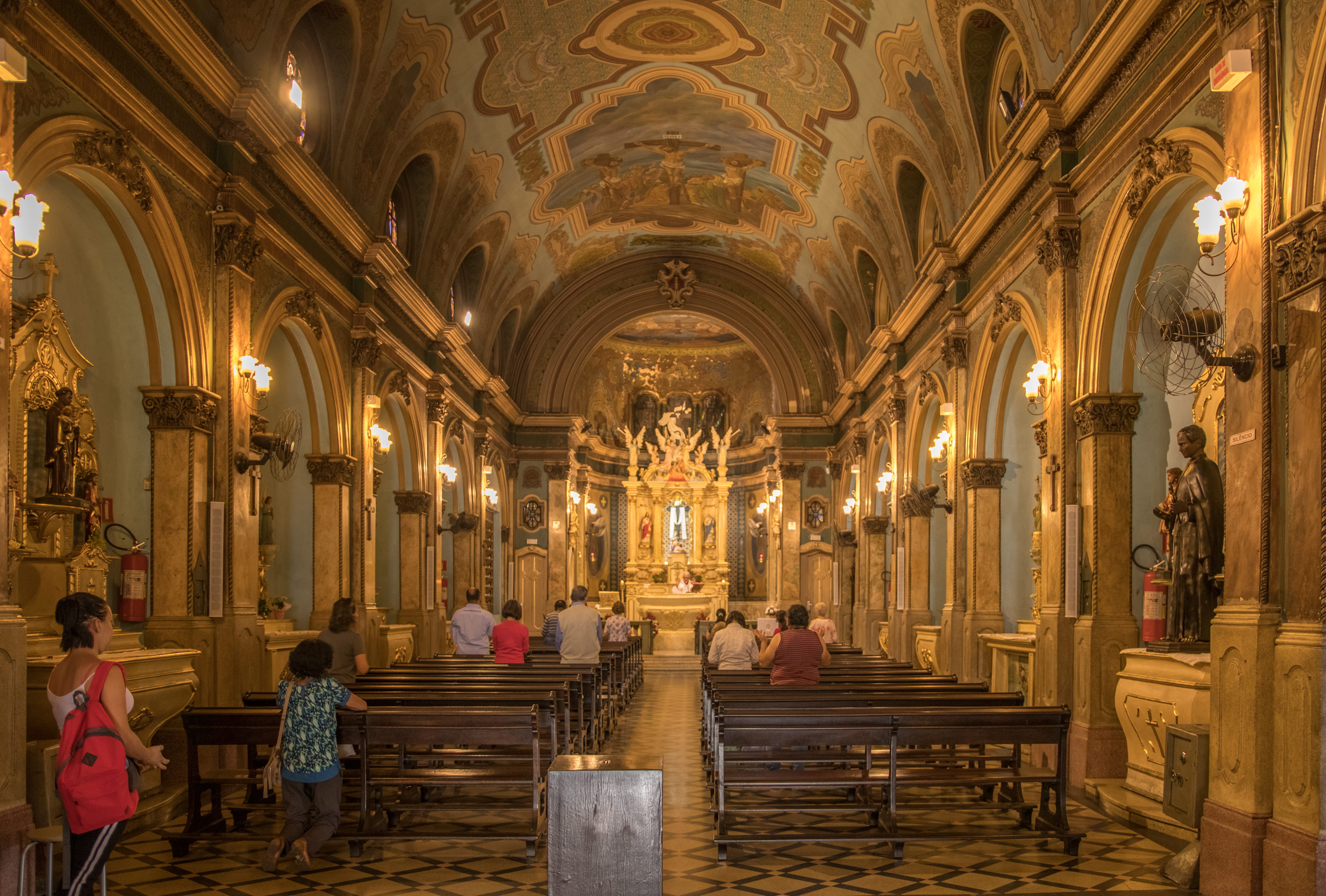
Église das Almas, à Praça da Liberdade
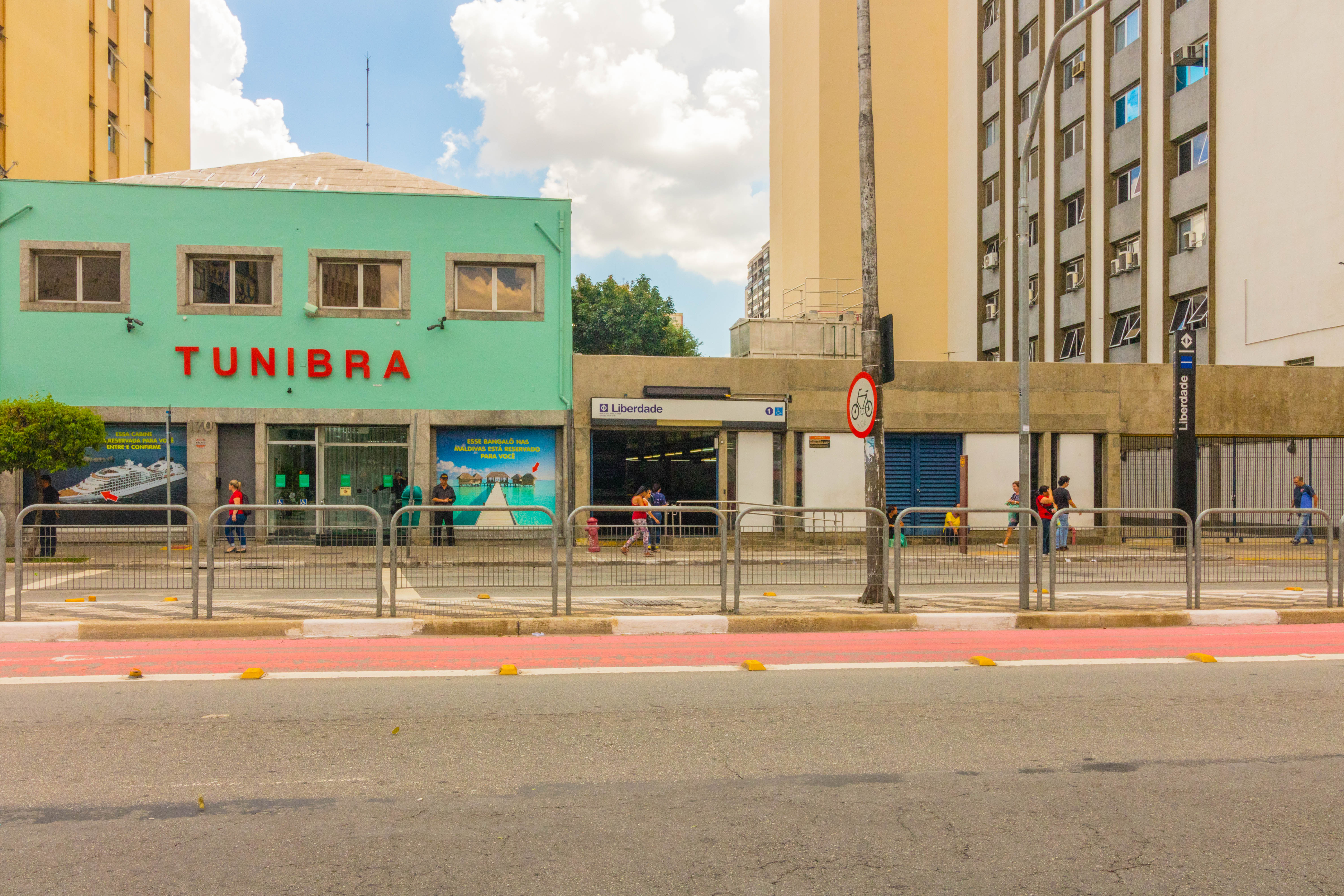
Entrée de la station de métro Japan-Liberdade, en face de Praça da Liberdade